# Такмик
Такмик (рос. Такмык) — село у Большереченському районі Омської області Російської Федерації.
Належить до муніципального утворення Такмицьке сільське поселення. Населення становить 1427 осіб.

## Історія
Згідно із законом від 30 липня 2004 року органом місцевого самоврядування є Такмицьке сільське поселення.

## Населення
| 1926 | 2002  | 2010  |
| ---- | ----- | ----- |
| 1221 | ↗1659 | ↘1427 |